# Sydbank Park
Sydbank Park (tidligere Haderslev Fodboldstadion), er et fodboldstadion beliggende i den sønderjyske by Haderslev. Stadionet er ejet af Haderslev Kommune men bruges af hovedsageligt fodboldklubben Sønderjyske Fodbold, men har også lagt græs til en række ungdomslandskampe gennem tiden.
Sydbank Park har en tilskuerkapacitet på 10.100 inkl. 5.100 sidepladser efter adskillige udvidelser af stadion igennem årene. Rekorden for en kamp er 8.525 tilskuere i en kamp mellem Sønderjyske og Brøndby IF den 24. november 2024 i Superligaen. Laveste tilskuertal er 1.186 til en kamp mod Silkeborg IF i 2001.

## Faciliteter
Sydbank Park har en lounge med plads til 413 gæster og 44 pladser til pressefolk. Græstæppet er RPR-græs og banestørrelsen er 105 x 68 meter og banen er opvarmet. Der er 10 skyboxe på vesttribunen, samt et TV studie på nordtribunen. Både udebanefansene og hjemmebanefansene har capotårne og bølgebrydere samt ophæng til trommer. Under vesttribunen er der en boldgade med scene, wall of fame, merchandise, mad og drikkeboder, samt et klubhus for moderklubben HFK, ligesom det er her politiet opholder sig under højrisikokampe. På østtribunen er der en gasgrill og en kulgrill.
Stadion har to storskærme, højttaleranlæg og fire lystmaster med 1.200 lux. Der er tre kameraplatforme på vesttribunen som peger mod øst. En hovedplatform og to platforme til offside-kamerarer. På østtribunen er der ligeledes en kameraplatform, der bruges til større kampe med et større setup, men ellers bruges til radiokommentering af kampene.
Stadion har fire indgange. Én indgange på nordtribunen for hjemmefans med sæsonkort eller billet. En indgang på vesttribunen for skybox-gæster og sæsonkortholdere. Én indgang på sydtribunen for udeholdets fans og én indgang på østtribunen gennem Haderslev Idrætcenter for lounge-gæster, pressefolk, klubofficials og spillere.
Ydermere forefindes en fysisk Sønderjyske-fanshop under østtribunen på 25 kvadratmeter som drives i samarbejde med Sport 24, som er åben på kampdage og bemandes af personale fra Sport 24 Outlet i Haderslev. Fanshoppen har op mod 84 forskellige varenumre.
I forlængelse af stadion ligger Haderslev Idrætcenter mod øst med to haller, inklusive en opvisningshal med plads til 2000 tilskuere, samt omklædningsfaciliteter, presserum, fitnesscenter, café og kontorer. Bag vesttribunen er der ungdomsboliger til talenterne i Haderslev Idrætsakademi, Haderslev Fodboldklubs klubhus med direkte adgang til stadion og et sportel som er drevet af Danhostel.
Sydbank Park er et røgfrit stadion på samtlige tribuner og i samtlige områder, på nær tre optegnede områder bag hhv. østtribunen, vesttribunen og sydtribunen for udeholdets fans.

## Udvidelser
Grundet krav fra DBU om siddepladser på et superligastadion deltog mange frivillige i 2011 i at opsætte 1500 nye siddepladser på den tidligere ståtribune, så stadion opfyldte kravet om 3000 siddepladser. Disse blev dog pillet ned igen i år 2013, for at gøre plads til en ny overdækket tribune med 3.000 siddepladser, skybokse og speakerbox. Den nye vesttribune, stod klar, den 7. april 2014 og blev taget i brug, d. 11. april 2014 imod FC Vestsjælland og blev officielt indviet, d. 4. maj 2014, imod Viborg FF. 
I efteråret 2018 blev der støbt nyt beton på sydtribunen, som fungerer som udebaneafsnit, imens tribunen blev overdækket og hjørnet mod sydvest blev lukket af. I vinteren 2019 åbnede klubben og kommunen for en ny udbygning på den ældre østtribune fra 2001, mod sydøst som gav 263 nye siddepladser på østtribunen, imens at hjørnet mod sydøst også blev lukket. I foråret 2019 åbnede en yderligere udvidelse af østtribunen, mod nordøst. Her blev 364 nye siddepladser taget i brug. Ligeledes blev en udvidelse af den eksisterende sponsorlounge på østtribunen taget i brug.
I foråret og sommeren 2019 blevr nordtribunen støbt i beton og overdækket, ligesom at hjørnet mod nordøst blev lukket. Nordvesthjørnet er fortsat delvist åbent, for at give plads til at brand og redning kan tilgå stadion og banen med nødvendige redskaber og køretøjer. 

## Brug
Sydbank Park er delvist ejet af Haderslev Kommune og delvist ejet af HFK Tribune. To  aktører ejer således forskellige tribuner og områder på stadion. Den primære bruger er Sønderjyske Fodbold, til førsteholdskampe. Tidligere har stadion også lagt græs til SønderjyskE's kvindehold, en U17-venskabslandskamp mellem Danmark og Tyskland i 2017, ligesom der også tidligere og senere har været U-landshold på besøg på banen.
Udover at agere hjemmebane for Sønderjyske Fodbold i Superligaen og pokalturneringen, er der også blevet spillet tre kvalifikationskampe til Europa League på stadion i 2016, efter at stadion var blevet godkendt af UEFA. Sønderjyske Fodbolds modstandere dengang var Strømsgodset, Zagłębie Lubin og Sparta Prag.